# Álvaro de Zúñiga y Guzmán
Álvaro de Zúñiga y Guzmán (Encinas de Esgueva, 1410 – Béjar, 10 de junho de 1488) foi um nobre de Castela, membro da influente Casa de Zúñiga, de origem navarra. Foi um dos homens mais poderosos de Castela, como demonstram os seus inúmeros títulos e os cargos que ocupou, e esteve envolvido em grande parte dos acontecimentos políticos e militares mais importantes do reino, nomeadamente nos diversos conflitos entre a nobreza e os candidatos à sucessão do trono que culminariam na Guerra de Sucessão de Castela e que só acalmariam com a reconhecimento definitivo dos Reis Católicos, aos quais começou por se opor mas a quem acabaria por apoiar.
Tendo sido donzel do rei João II de Castela na infância, na juventude esteve ao lado do pai na luta contra Álvaro de Luna, condestável de Castela e valido de D. João. Com a morte do seu pai em 1453, torna-se 2.º conde de Plasencia e líder da liga da nobreza. É apoiante do rei Henrique IV durante os primeiros anos do seu reinado, mas acabaria por se desentender com o rei por se opor aos direitos de sucessão da filha daquele, Joana de Trastâmara (a Beltraneja), e apoiar as pretensões à sucessão do príncipe Afonso, meio-irmão de Henrique.
Álvaro de Zuñiga torna-se líder da Liga Nobiliária, o partido criado para defender os direitos ao trono de Afonso, que é acolhido no palácio de Zuñiga em Plasencia, o qual funciona como uma corte do futuro rei. Álvaro de Zuñiga é dos principais personagens na chamada Farsa de Ávila, uma cerimónia ocorrida em 5 de junho de 1465 durante a qual foi encenada a deposição de Henrique IV e D. Afonso foi aclamado rei e que marcou o início da Guerra de Sucessão de Castela. Em 1467, Álvaro de Zuñiga reconcilia-se formalmente com Henrique IV e aproxima-se do rei português Afonso V, que é recebido por Zuñiga em Plasencia em maio de 1475, onde casa com Joana, que entretanto tinha sido aclamada rainha de Castela no ano anterior.
Após a derrota do rei português frente aos exércitos dos Reis Católicos, na batalha de Toro (1 de março de 1476), Álvaro de Zuñiga torna-se neutral na guerra civil e os Reis Católicos acabam por reconhecer a maior parte dos títulos e possessões de Álvaro e, mais tarde concedem-lhe ainda mais privilégios.

## Biografia

### Filiação
Álvaro de Zúñiga era filho de Pedro de Zúñiga y Leiva e da sua esposa Isabel Elvira de Guzmán y Ayala. O seu pai era justicia mayor e alguacil mayor de Castela, 1.º conde de Ledesma. A sua mãe era senhora de Gibraleón e filha de Alvar Pérez de Guzmán e de sua esposa Elvira de Ayala.
Álvaro casou em 1429 com Leonor Manrique de Lara y Castilla, filha de Pedro Manrique de Lara, senhor de Amusco, adelantado mayor de Leão e de sua esposa Leonor de Castilla. O matrimónio foi concertado em janeiro de 1428 pelos pais dos noivos, para unir as duas poderosas famílias. O casal teve nove filhos:

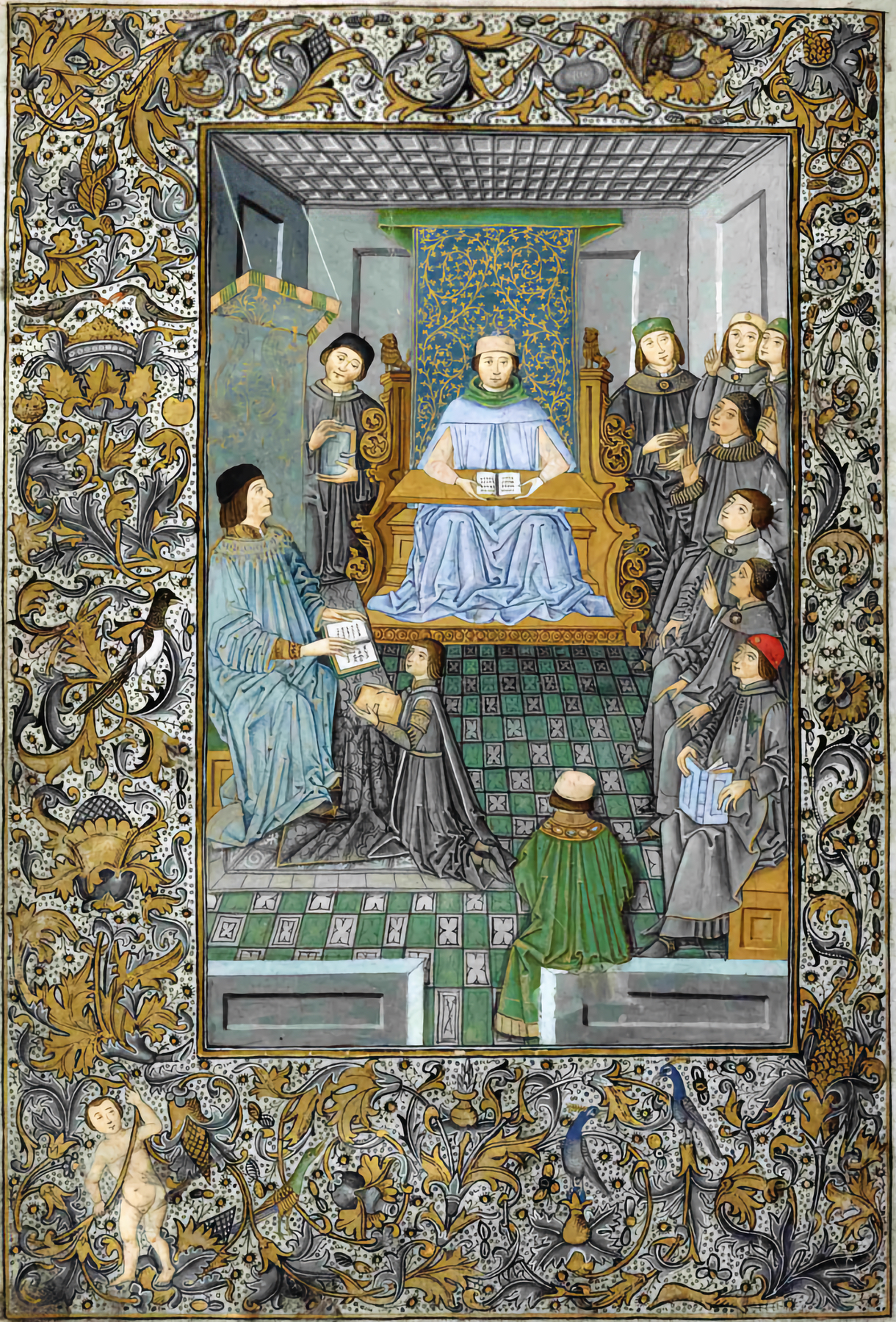
Juan de Zúñiga y Pimentel e Antonio de Nebrija

- Pedro (1430-1484), 2.º conde de Bañares, 1.º de Ayamonte;
- Diego, prior de São Marcos em Leão na Ordem de Santiago;
- Álvaro, prior de São João de Jerusalém (posteriormente Ordem de Malta);
- Iñigo, que faleceu muito precocemente;
- Francisco, senhor de Mirabel e Berantevilla;
- Fadrique, bispo de Osma;
- Leonor, casada com Juan de Luna y Pimentel, 2.º conde de San Esteban de Gormaz e viúva de Fernando Álvarez de Toledo, 4.º senhor de Oropesa;
- Elvira (1430-?), casada com Alonso de Sotomayor y Guzmán, 1.º conde de Belalcázar;
- Joana, abadessa no mosteiro de Calabecinos.

Após enviuvar, Álvaro casou-se em 1458 com a sua sobrinha, Leonor Pimentel y Zúñiga, filha de Juan Alonso Pimentel, conde de Mayorga, e de sua irmã, Elvira de Zúñiga y Guzmán. Para isso obteve uma dispensa papal de Pio II e do rei Henrique IV. Do segundo casamento teve quatro filhos:
- Juan de Zúñiga y Pimentel, mestre da Ordem de Alcântara,[14] arcebispo de Sevilha, primaz de Espanha e 2.º duque de Plasencia;
- Fernando, prior;
- Maria (1465-?), senhora de Burguillos, casada com o seu sobrinho Álvaro II de Zúñiga y Guzmán, 2.º duque de Béjar, conde de Bañares e marquês de Gibraleón;
- Isabel (1470-1520), casada com Faldrique Álvarez de Toledo, primogénito do 1.º duque de Alba de Tormes, Garcí Álvarez de Toledo e de sua esposa María Enríquez.[15]

A duquesa Leonor Pimentel morreu em Béjar em 31 de março de 1486.

### Ao serviço de João II

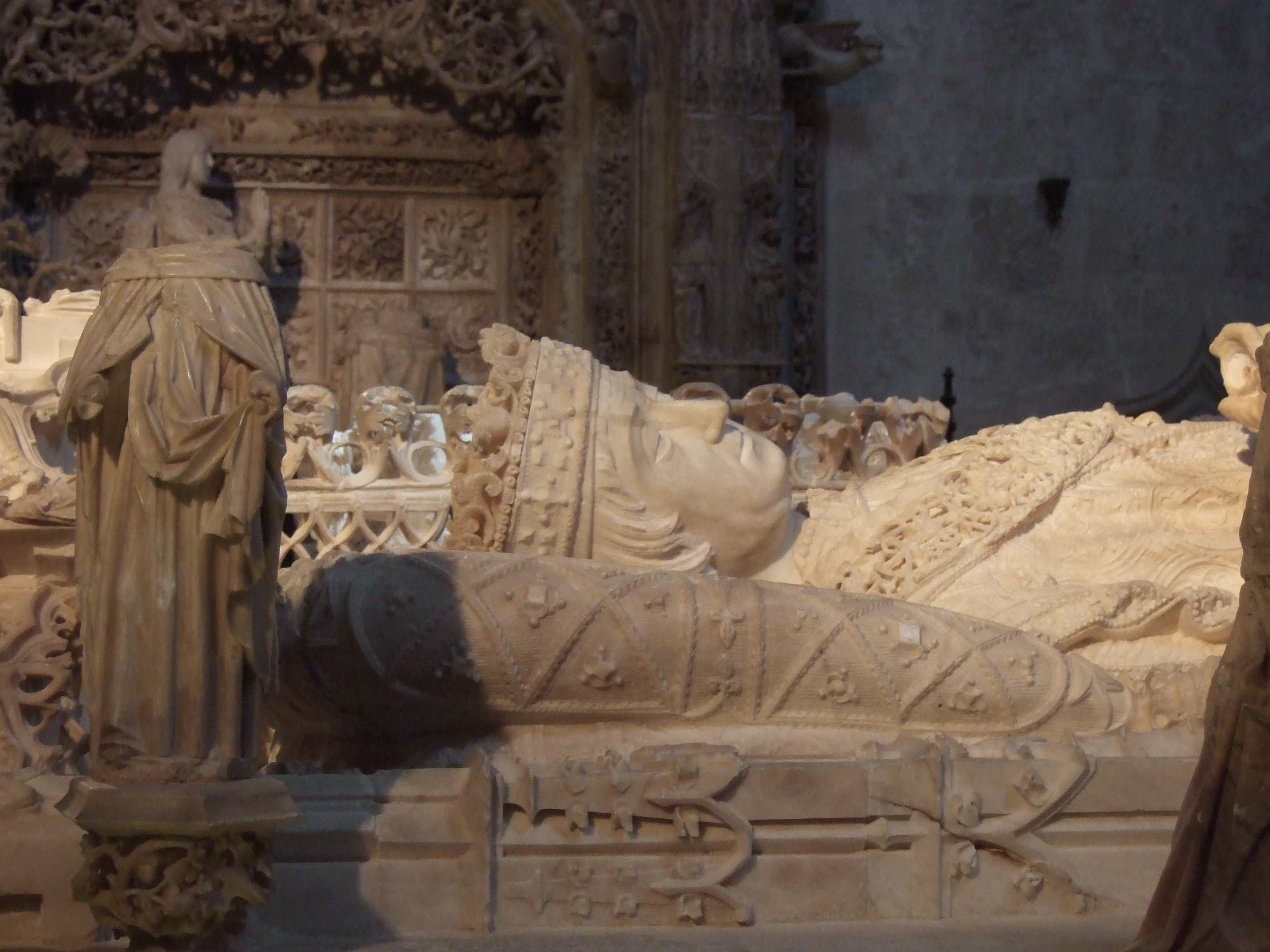
Túmulo de João II de Castela em Burgos

Na infância Álvaro de Zúñiga y Guzmán foi donzel do rei João II de Castela. Na juventude colaborou com o pai na lutra contra Álvaro de Luna, condestável de Castela e valido de D. João, sobre quem tinha grande influência. Em 22 de maio de 1430, Álvaro é nomeado  rei nomeia Álvaro alguacil mayor de Castela.
Em 9 de setembro de 1433, Álvaro e o seu pai Pedro unem-se aos Velascos para lutar pela liberdade efetiva de João II. Em fevereiro de 1437, Álvaro de Luna ordena a prisão do adelantado Pedro Manrique de Lara, que desde 1430 ocupava o segundo posto no conselho real. Pedro Manrique de Lara foi preso em 13 de agosto de 1437, mas evadiu-se na noite de 20 para 21 de agosto, com a ajuda de Álvaro de Zúñiga.
O valido Álvaro de Luna incendiou a rivalidade da Casa de Zúñiga com os Álvarez de Toledo ao conceder o Condado de Alba de Tormes a Hernán Álvarez de Toledo, que deu origem a uma luta encraniçada pelo controle de Salamanca. Algumas cidades, como Cáceres e Trujillo, opuseram resistência armada às tentativas de convertê-las de realengo (jurisdição real) para senhorios. Trujillo foi oferecida a Pedro de Zúñiga em troca de Ledesma. Com Béjar e Plasencia na sua posse, a partir de 1440, a Casa de Zúñiga orientou a sua política nos sentido de controlar definitivamente a Estremadura.

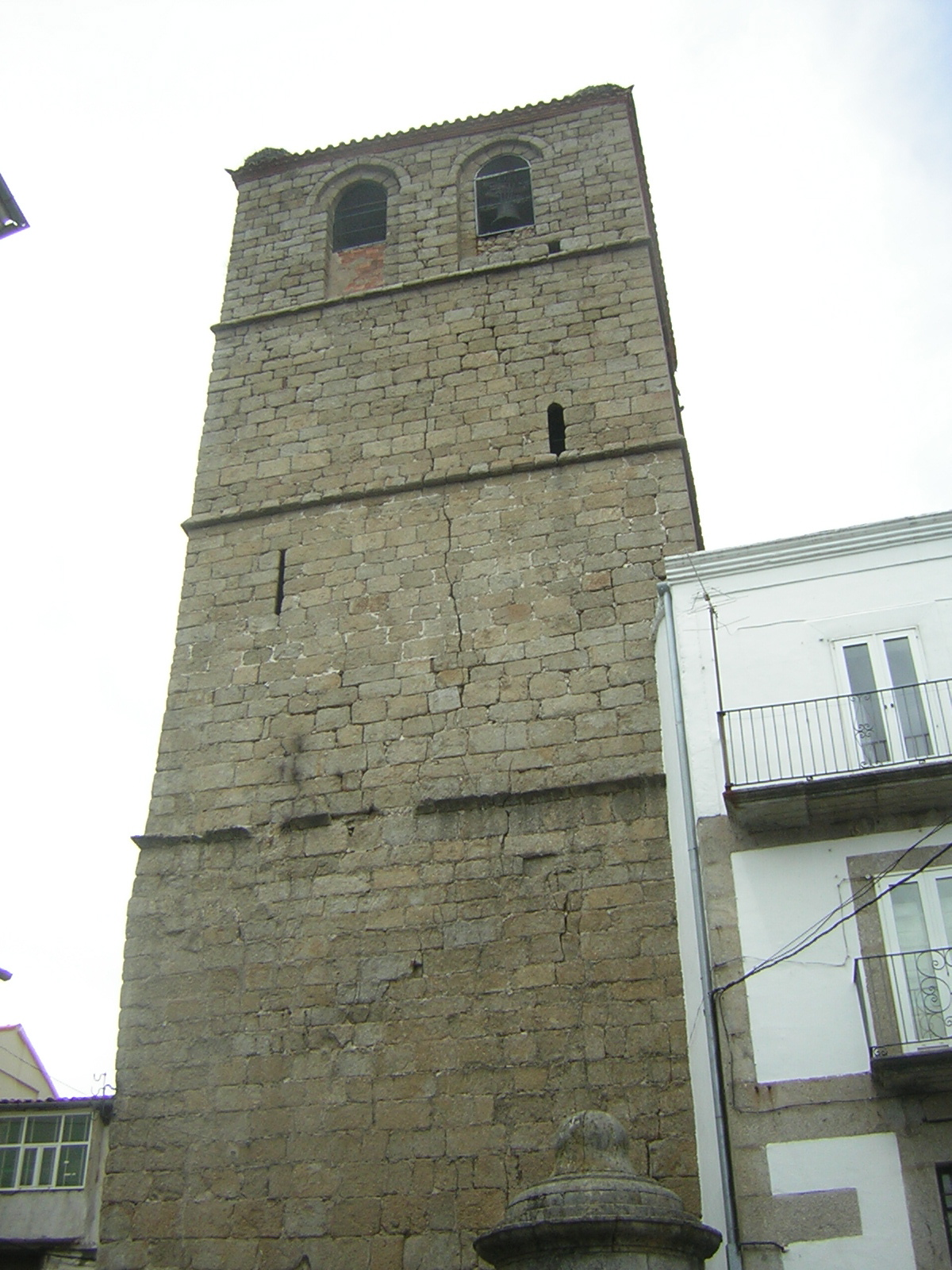
Torre da igreja de São João, em Béjar

Álvaro, o seu pai, Pedro Manrique e o 2.º almirante de Castela, Fadrique Enríquez, preparam a rebelião da liga da nobreza contra o valido Álvaro de Luna. Essa liga, composta por Pedro de Castela, bispo de Osma, Sancho de Rojas, bispo de Astorga, Luis de la Cerda, conde de Medellín, entre outros, compromete-se em 19 de junho de 1439 a aceitar a mediação do rei de Navarra, João II, e do infante Henrique, para que cessassem os distúrbios no reino. A 21 de setembro é assinado um pacto de confederação por Pedro de Zúñiga, o seu filho Álvaro, o conde de Haro e o seu filho Pedro Fernández de Velasco, para libertar o rei João II de Castela da opressão em que se encontrava, prometendo-lhe ajuda até ver o rei livre e o reino apaziguado. A 1 de dezembro de 1450, Pedro de Zúñiga renuncia ao título de alcaide de Sevilha a favor do seu filho Álvaro.
No início de 1543 o rei João II, instigado pela rainha, estava disposto a eliminar o seu valido por meio do seu rei de armas, Diego López de Zúñiga y Navarra, senhor de Clavijo, parente do conde de Plasencia. A rainha obteve do rei um documento legalizando a rebeldia do conde de Plasencia e autorizando a prisão de Álvaro de Luna. Pedro de Zúñiga, conde de Plasencia, faz com que o seu filho Álvaro se estabeleça com as suas tropas em Curiel de Duero antes de 30 de julho de 1453. O valido Álvaro de Luna quis impedir o movimento apoderando-se de Béjar, onde Pedro se tinha fortificado, mas fracassou nesse intento porque um dos seus fiéis, Alonso Pérez de Vivero, comunicou os planos do valido ao conde de Plasencia. O valido mandou assassinar Alonso Pérez de Vivero em Burgos em 1 de abril de 1453.
Álvaro de Zúñiga é chamado a Burgos em nome do rei. Na noite de 1 para 2 de abril, Álvaro de Zúñiga e os seus soldados entram no castelo de Burgos. O rei João II, torturado por dúvidas e vacilações, enviou-lhe quatro cartas escritas pela própria mão, a última a 3 de abril e  o seguinte despacho no dia 4: «Don Álvaro de Stunica, meu alguacil-mor: mando que prendeis o corpo a Dom Álvaro de Luna, mestre de Santiago e, se ele se defender, que o mateis.»

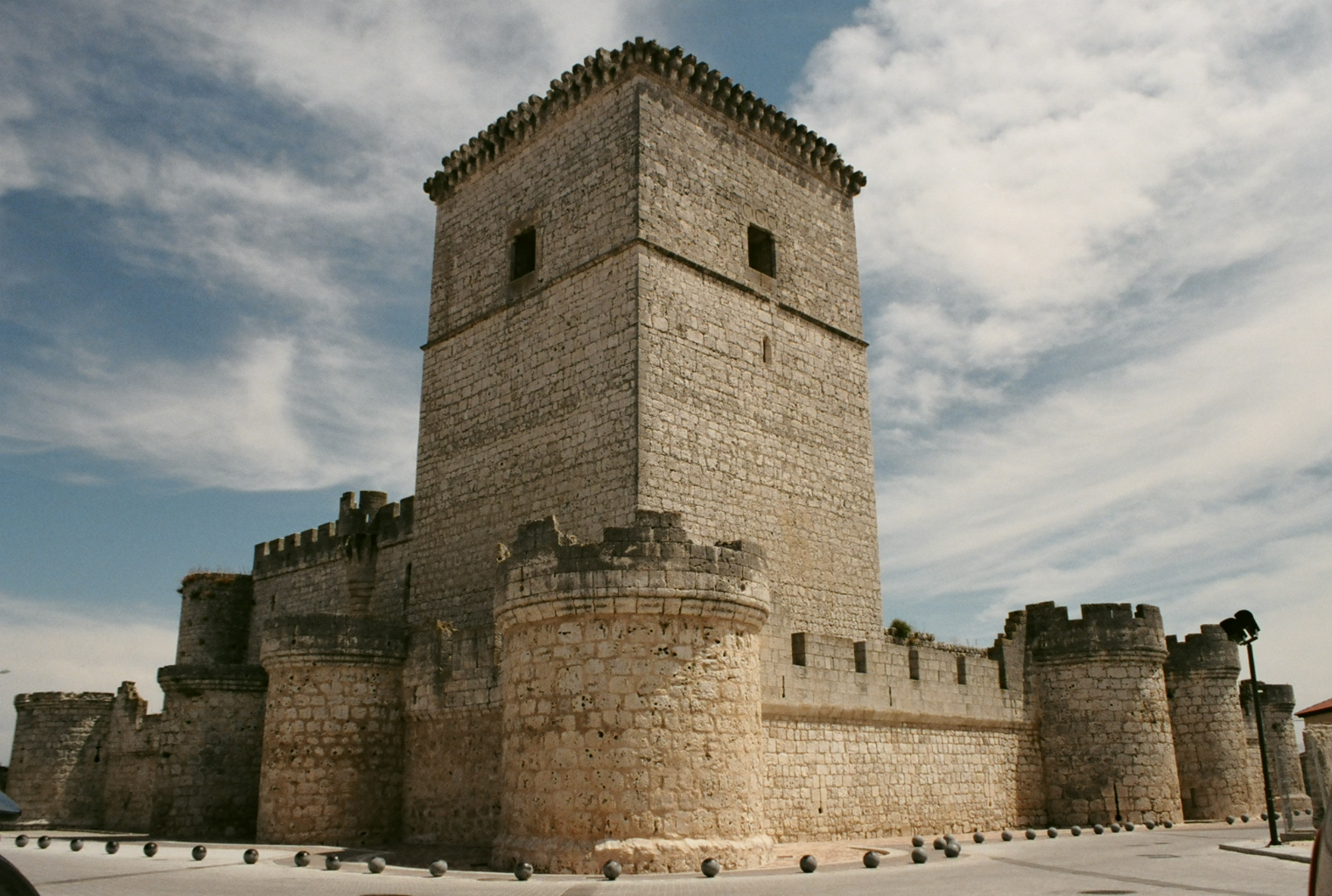
Castelo de Portillo

Ao amanhecer do dia 4 de abril, Álvaro de Zúñiga desceu do castelo com o despacho numa manopla, e dirigiu-se à casa de Pedro de Cartagena, onde se Álvaro de Luna estava alojado. Os servidores deste defenderam-se com flechas durante três horas, após o que se renderam juntamente com o valido. Álvaro de Luna é encarcerado na fortaleza de Portillo, sob custódia de Diego López de Zúñiga y Navarra. O rei designou dez juristas para o processo do valido. Os juízes puseram-se de acordo sobre a pena de morte, mas que esta devia ser aplicada por mandato e não por sentença. A ordem de execução foi recebida em Portillo em 31 de maio de 1453. Álvaro de Luna foi levado para Valhadolide no dia seguinte, onde passa a noite numa das casas do conde Plasencia, Pedro de Zúñiga, na antiga rua de Francos. Álvaro de Luna conservou uma serenidade elegante e soberba no caminho para o cadafalso, Foi degolado na Praça Maior de Valhadolide a 3 de junho de 1453. Os Zúñiga substituíram Álvaro de Luna na privacidade e no favor real de João II.
Quando o seu pai morre, em julho de 1453, Álvaro de Zúñiga toma posse de Plasencia por escritura de 15 de agosto de 1453 e torna-se 2.º conde de Plasencia, além de assumir a liderança da liga da nobreza e herdar os cargos de justicia-mor e alguacil-mor de Castela.

### Ao serviço do rei Henrique IV de Castela e Leão

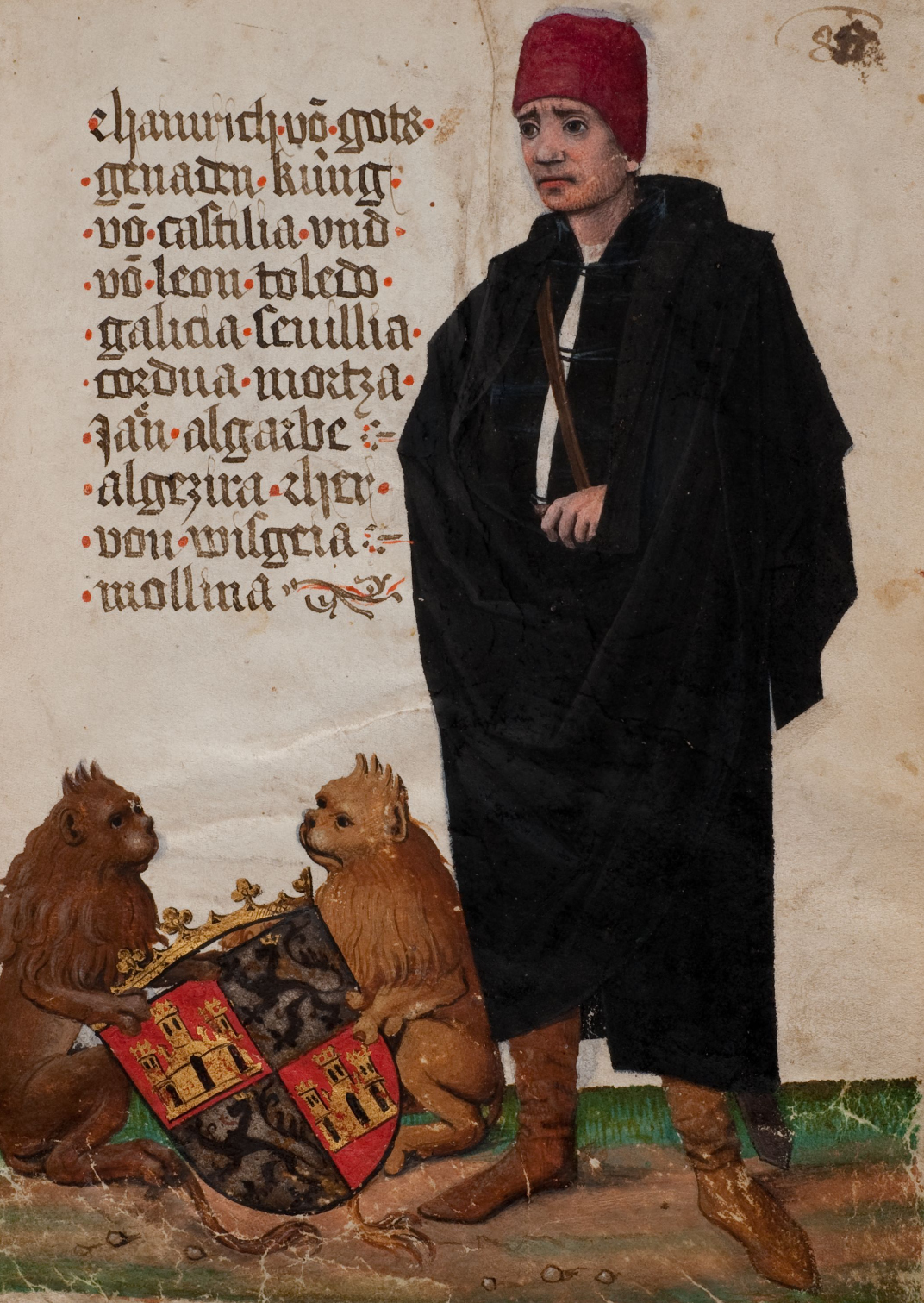
Rei

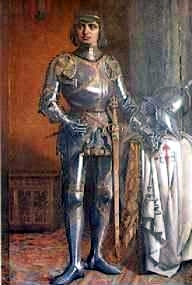
Beltrán de la Cueva, condestável de Castela, valido de Henrique IV e suposto amante da rainha

O rei João II morre em Valhadolide a 21 de julho de 1454. O Príncipe das Astúrias é proclamado rei de Castela e Leão como Henrique IV em Valhadolide a 23 de julho de 1454. O seu reinado começa com a concordância dos nobres. O seu primeiro valido foi Juan Pacheco, 1.º marquês de Vilhena, que tinha sido educado e criado no palácio real e foi companheiro do novo rei desde a infância. Henrique IV tinha-se casado em 1440 com Branca II de Navarra, filha do rei João II de Aragão e Navarra, mas o casamento foi anulado pelo Papa Nicolau V em 27 de julho de 1453 por não ter sido consumado, devido à impotência e reconhecida homossexualidade de Henrique. Este episódio valeu a Henrique o epíteto de "o Impotente". Henrique voltou a casar a 20 de maio de 1455 com a princesa Joana de Avis e Aragão, irmã do rei Afonso V de Portugal.
Henrique IV decide continuar a guerra com Granada e deste modo entreter a nobreza na sua inquieta belicosidade. Álvaro de Zúñiga acode com a sua hoste de Plasencia, As incursões duram vários anos. No verão de 1458 a rainha Joana e as suas damas participam nas operações militares como espetadoras de uma festa. Depois das conferências de Alfaro entre os reis Henrique de Castela e Leão e João de Navarra e Aragão, em maio de 1457, o valido Juan Pacheco, beneficiado pelos acordos, reduz a Liga Nobiliária à impotência, entronizando no novo governo os seus membros mais destacados: o mestre de Calatrava Pedro Girón, o contador Diego Arias, o arcebispo de Sevilha Alonso I de Fonseca, o conde de Plasencia Álvaro de Zúñiga e o conde de Alba Hernán Álvarez de Toledo. Beltrán de la Cueva é nomeado condestável de Castela a 25 de março de 1458.
As relações de Álvaro de Zúñiga, conde de Plasencia, com o rei Henrique IV e com o valido Juan Pacheco, marquês de Vilhena, foram muito cordiais e firmes entre 1458 e 1464. Após a morte da sua primeira mulher, Leonor Manrique de Lara e Castela, Álvaro desejava casar-se com a sua afilhada e sobrinha Leonor Pimentel y Zúñiga, filha da sua irmã Elvira e de Alonso Pimentel, conde de Mayorga, apesar da grande diferença de idade (ele tinha 49 anos e ela 16) e da consanguinidade. O Papa Calisto III negou-se a conceder a dispensa necessária, mas o seu sucessor, o papa Pio II, emitiu a licença que permitiu o casamento consanguíneo. Henrique IV autorizou igualmente o casamento e declarou em 18 de março de 1461 que este se tinha verificado por sua ordem.

### A Liga Nobiliária
Os principais membros da aristocracia, entre eles o conde de Plasencia, reuniram-se em Alcalá de Henares e criam uma liga para o "Bem do Reino" e "Reconhecimento do príncipe Afonso", meio-irmão de Henrique, como  "Príncipe das Astúrias e sucessor". O rei de Navarra João II aderiu à liga a 1 de abril de 1460. Pelos serviços prestados, o príncipe Afonso concede a Álvaro de Zúñiga a vila de Trujillo e Cáceres a 13 de abril de 1460. Os membros da liga, reunidos em Yépez em fevereiro de 1461, redigem um programa político com quatro pontos, entre os quais constava o respeito pelos privilégios dos nobres e o juramento de Afonso como Príncipe das Astúrias e herdeiro do trono de Castela. A 26 de agosto de 1461 Henrique IV assinou um acordo com a liga que satisfez a nobreza, pois ia de encontro aos seus desejos de manutenção da oligarquia e da instituição de um governo dirigido por uma equipa de nobres.
No dia 28 de fevereiro de 1462 a rainha Joana deu à luz Joana, que ficaria conhecida como "a Beltraneja". A sua madrinha de batismo foi a princesa Isabel, a futura rainha Isabel, a Católica, irmão de Afonso e meia-irmã de Henrique. As cortes reunidas a 9 de maio de 1462 prestaram o costumeiro juramento à infanta recém-nascida Joana. A 20 de maio de 1462 o rei Henrique IV anunciou ao reino que, na falta de filhos varões, Joana seria a sua herdeira. Beltrán de La Cueva tinha sido nomeado membro do conselho do rei a 20 de maio de 1462. No início de 1464, Henrique  nomeou-o seu valido. Álvaro de Zúñiga, Henrique de Guzmán, duque de Medina Sidonia, Rodrigo Ponce de León, conde de Arcos,  e otros nobres cavaleiros participaram com as suas hostes na conquista de Gibraltar, que caiu a 16 de agosto de 1462.

### Conflito entre a nobreza e a Coroa

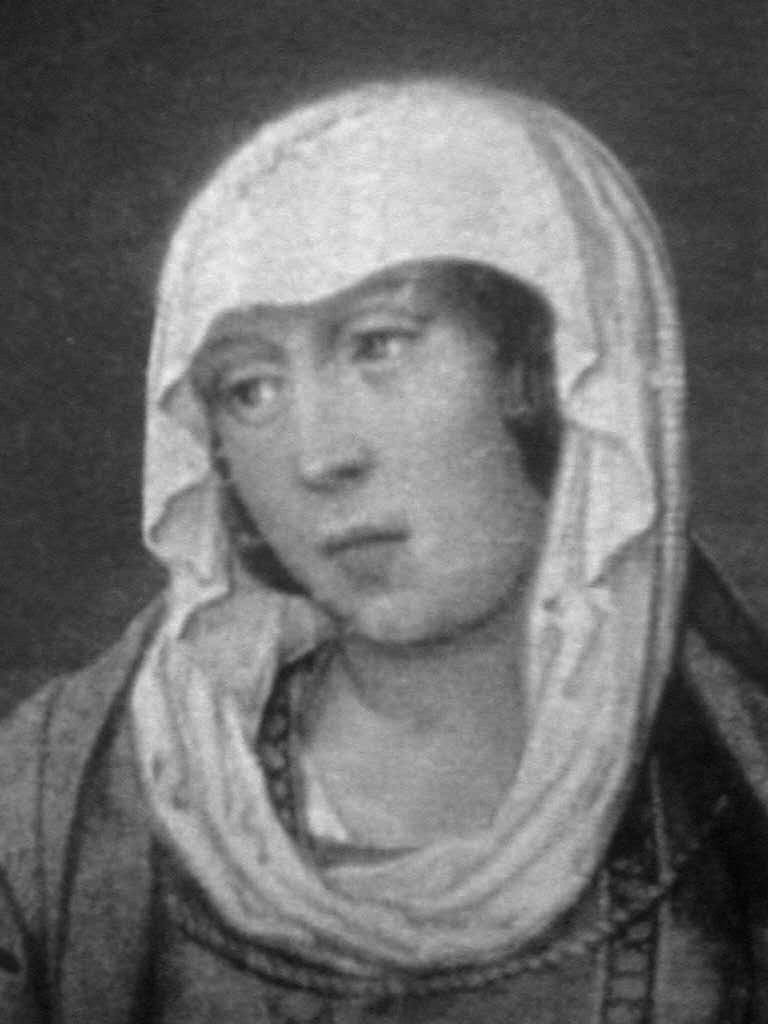
Joana de Trastâmara, a Beltraneja

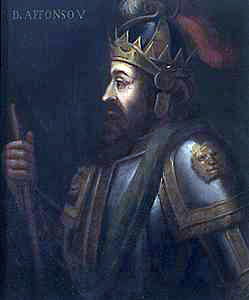
Rei

Em abril de 1464 o rei Henrique IV encontra-se com o rei de Portugal Afonso V e acorda o casamento da sua meia-irmã Isabel com o rei português. Circulam rumores acerca da infanta Joana ser fruto do adultério da rainha Joana com o mordomo e valido do rei, Beltrán de La Cueva, o que está na origem da alcunha da princesa ("a Beltraneja").
A liga nobiliária composta por Álvaro de Zúñiga, conde de Plasencia, Fadrique Enríquez, almirante de Castela e conde de Trastâmara, Rodrigo Pimentel, conde de Benavente, e Garcí Álvarez de Toledo, conde de Alba, formou-se em 16 de maio de 1464, comprometendo-se a defender os direitos do infante Afonso e impedir que a infanta Isabel se case sem consentimento da liga. O rei Henrique responde a este movimento concedendo o título de mestre da Ordem de Santiago a Beltrán de La Cueva a 24 de maio de 1464. O marquês de Vilhena, Juan Pacheco, envia tropas reais para prender o arcebispo de Sevilha, Alonso de Fonseca, o Velho, o qual procura refúgio no castelo de Béjar, propriedade do conde de Plasencia. Este ato provocou a rebelião aberta  da Casa de Zúñiga. Álvaro de Zúñiga rompe as tréguas acordadas e mobiliza as suas tropas para ajudar o arcebispo, que obrigam ao levantamento do cerco ordenado por Henrique IV aos senhorios dos Fonseca de Coca e Alaejos.
A Liga Nobiliária, presidida por Álvaro de Zúñiga, enviou emissários ao Papa Paulo II no verão de 1464, para evitar a nomeação de Beltrán de La Cueva como mestre de Santiago, mas o papa decidiu aceder aos desejos do rei  e emitiu uma bula confirmando Beltrán como mestre daquela ordem. Os condes de Plasencia e de Alba, o marquês de Vilhena e os Manrique de Lara preparam uma entrevista com o rei Henrique com o propósito de aprisionarem o rei perto de Segóvia, entre San Pedro de las Dueñas e Villacastín. A 15 de setembro de 1464 o rei recebeu por um mensageiro a notícia da proximidade das tropas dos nobres, que se encontravam a 30 km de Segóvia. Os camponeses das aldeias vizinhas acorreram a defender o rei e a liga ficou desconcertada por este fracasso.
O marquês de Vilhena reuniu uma assembleia magna em Burgos entre 26 e 28 de setembro de 1464. Nela participaram Álvaro de Zúñiga e o seu irmão Diego López de Zúñiga, conde de Miranda, bem como o cabildo da catedral e do município, e nela estiveram representados os três estamentos (classes sociais) do reino. No manifesto da assembleia de Burgos pedia-se o afastamento de Beltrán de La Cueva,  afirmava-se que Joana não era filha de Henrique e exigia-se que o infante Afonso fosse reconhecido como sucessor, que a ele se deveria entregar o título de mestre da Ordem de Santiago e que fosse criado na casa dos condes de Plasencia. No pacto que fez com a liga, Henrique IV acordou reconhecer o seu meio-irmão Afonso como sucessor na condição deste se casar com Joana. Beltrán de La Cueva renunciou ao título de mestre de Santiago a favor do infante Afonso a 29 de outubro de 1464.

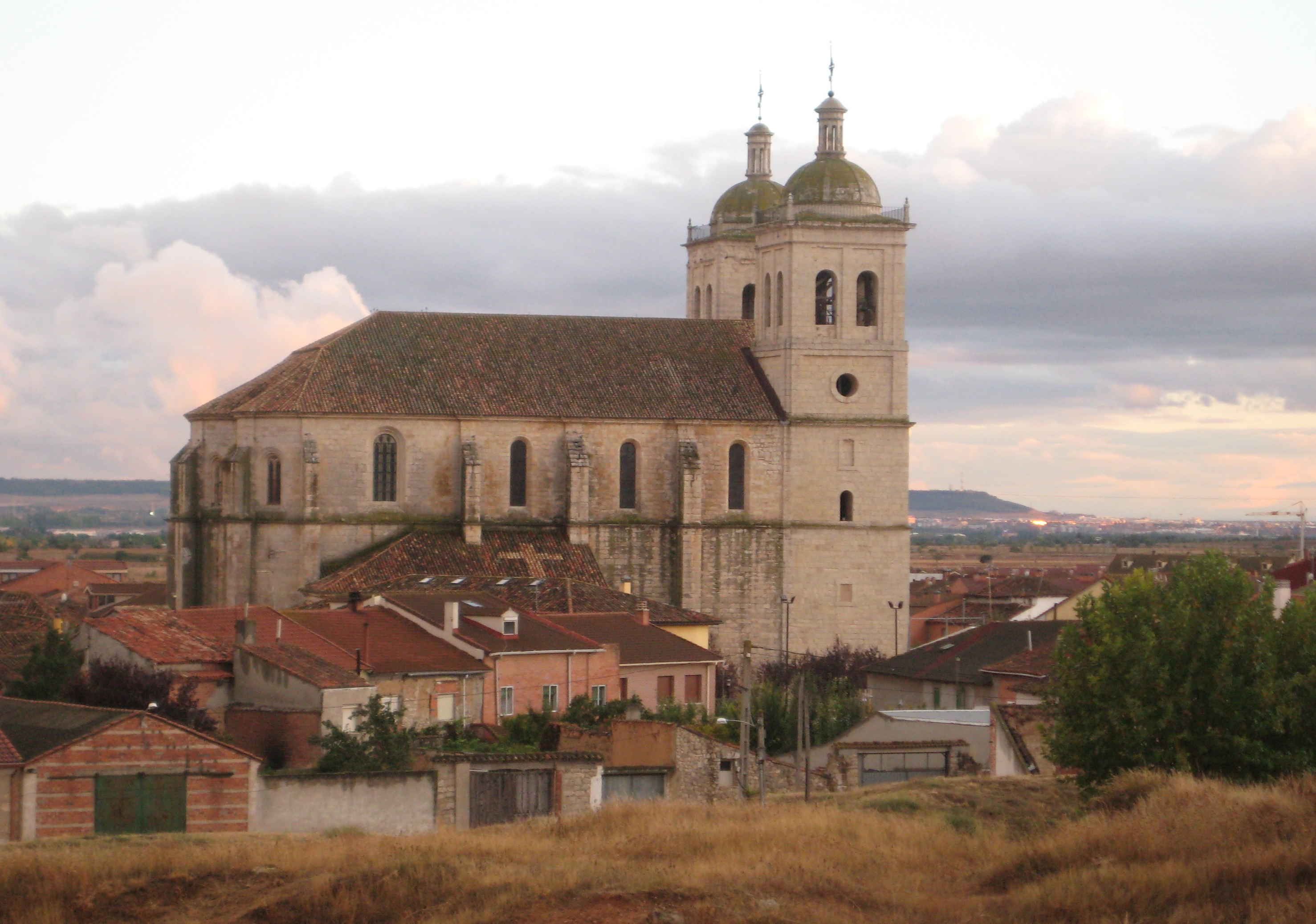
Cigales

Na conferência com o rei Henrique que teve lugar entre Cigales e Cabezón a 4 de dezembro de 1464, o infante Afonso, então com 14 anos, foi jurado sucessor pelos nobres presentes e foi nomeada uma comissão de reforma composta por dois representantes do rei, Pedro de Velasco e Gonzalo de Saavedra, dois representantes da nobreza, o conde de Plasencia e o marquês de Vilhena, e um mediador, Frei Alonso de Oropesa. Os termos do acordo foram assinados a 30 de novembro de 1464. A comissão de reforma redigiu uma petição com 39 capítulos, e decreta o desterro de Beltrán de La Cueva e os seus partidários a 12 de dezembro de 1464. De acordo com a petição, uma autêntica Magna Carta, era concedido à nobreza um habeas corpus — a partir de então, só com a autorização de uma comissão composto pelo marquês de Vilhena, os condes de Haro e de Plasencia, os arcebispos de Toledo e Sevilha e os procuradores de Toledo, Sevilha e Burgos é que o rei poderia dar ordem de prisão a um nobre. No entanto,  Henrique IV anula o acordo de Cigales em fevereiro de 1465 e proíbe o reconhecimento do infante Afonso como seu herdeiro da coroa de Castela.

### Aclamação de AfonsoXII como rei de Castela e Leão

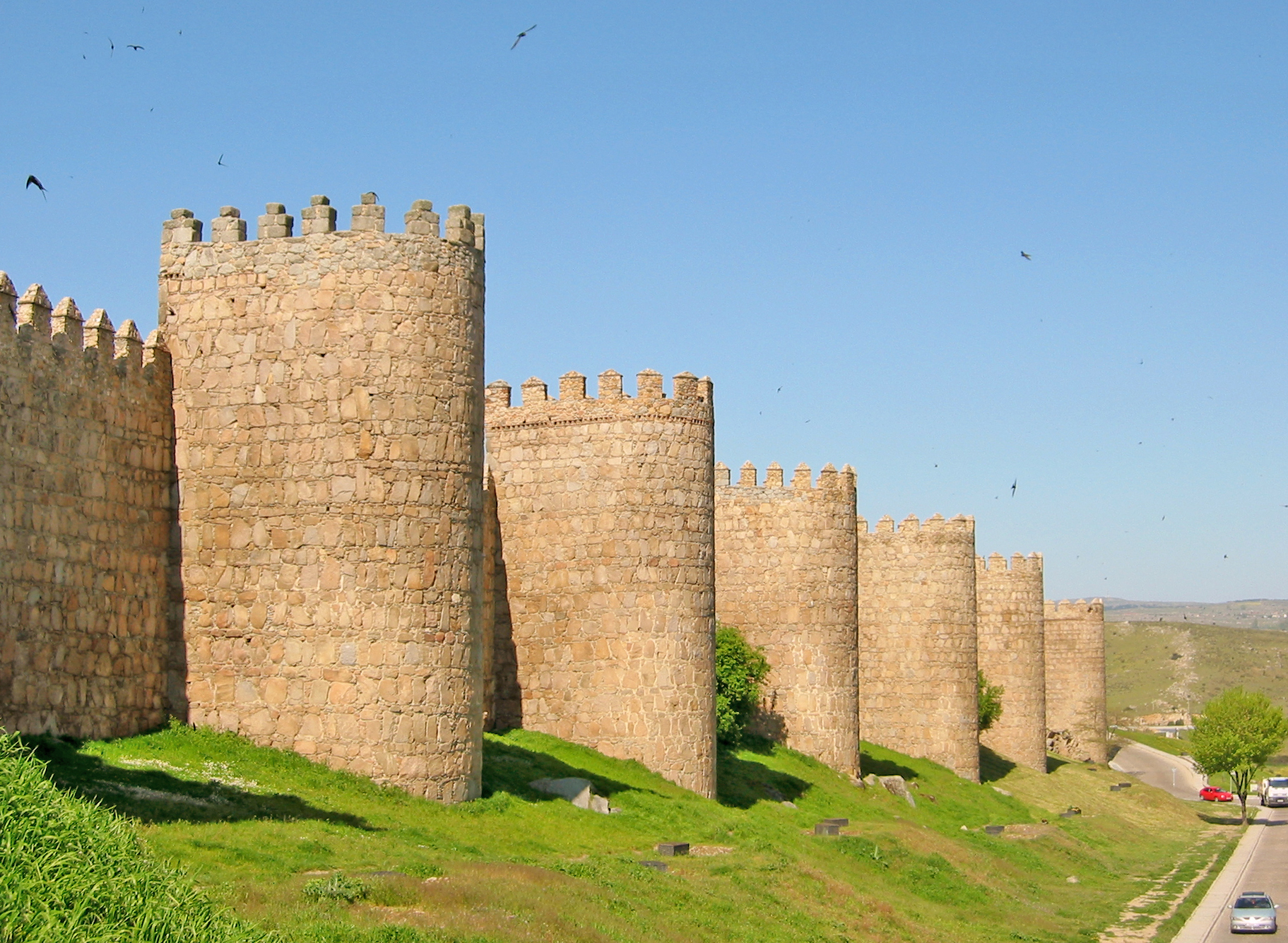
Muralha de Ávila

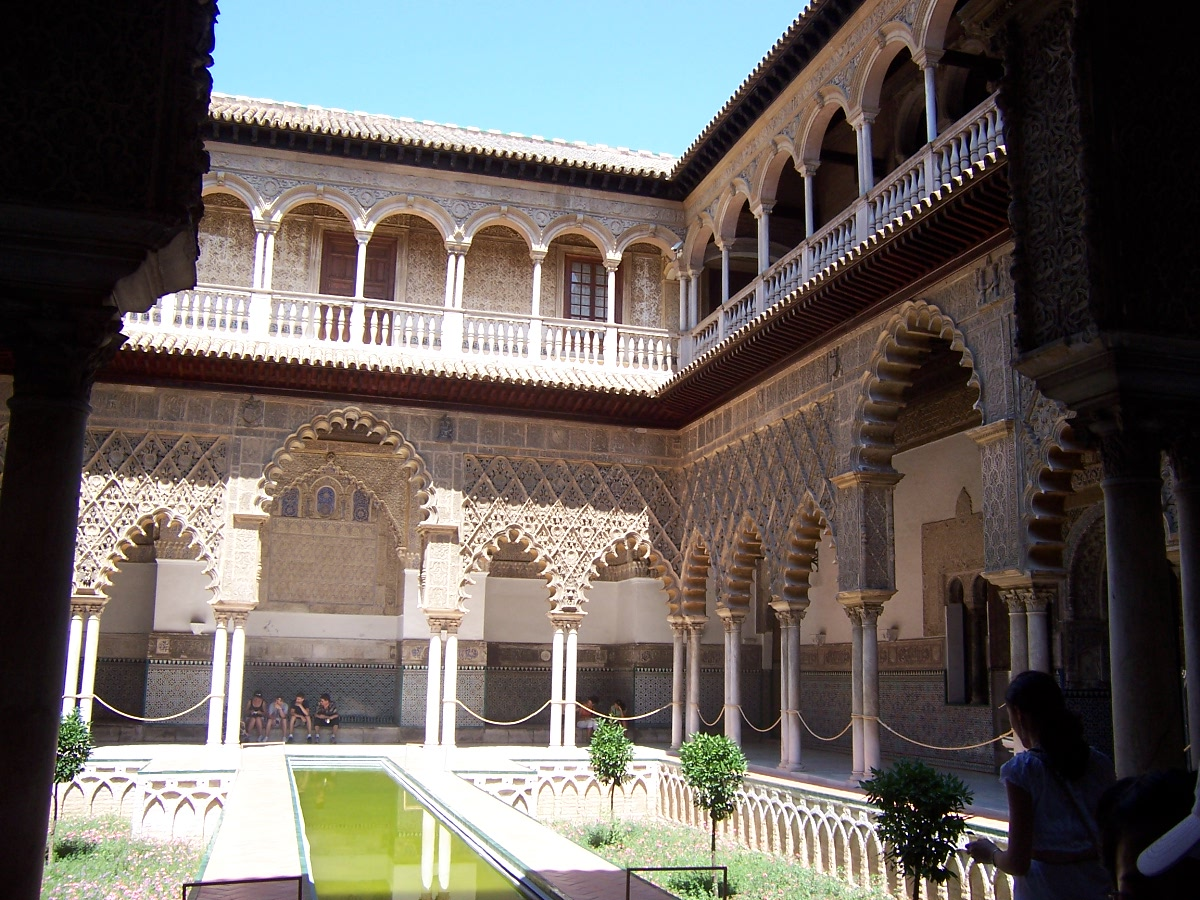
Pátio das donzelas do Alcázar de Sevilha

O palácio de Álvaro de Zúñiga em Plasencia converteu-se na corte do futuro rei Afonso XII. O marquês de Vilhena também se instalou em Plasencia, cidade que se converteu no quartel-general dos rebeldes.
Henrique IV envia um ultimato à liga desde Salamanca em abril de 1465 exigindo a devolução do infante Afonso. A 10 de maio de 1465, os condes de Plasencia e de Benavente e o mestre de Alcântara respondem em nome da liga, reclamando o cumprimento dos acordos de Cigales, ameaçando renunciar à obediência ao rei caso os acordos não fossem cumpridos. O infante Afonso é aclamado rei de Castela e Leão em Valhadolide como Afonso XII por Fadrique Enríquez. A 5 de junho de 1465 é encenado um destronamento simbólico de Henrique IV que ficaria conhecida como a Farsa de Ávila. Os nobres reúnem-se em naquela cidade fora das muralhas, e colocam em cima de um estrado de madeira um boneco vestido de luto, com coroa, manto, espada e ceptro, representando Henrique IV. À frente do "soberano", os nobres leem uma longa lista dos seus tremendos crimes. O arcebispo de Toledo, Carrillo, tira-lhe a coroa, o conde de Plasencia tira-lhe a espada, o conde de Benavente tira-lhe o ceptro e o conde de Miranda derrubou o boneco com pontapés, acompanhando o gesto com palavras grosseiras. Seguidamente, no mesmo lugar foi feita a proclamação de Afonso XII como rei. Serviram de pajens os jovens Juan de Zúñiga y Pimentel e Gonzalo Fernández de Córdova. Acompanhado dos outros nobres, Álvaro de Zúñiga leva o seu novo rei a Valhadolide.
Nesta época, Álvaro de Zúñiga tinha em seu poder o semicírculo formado pelas cidades de Ávila a Cáceres e Diego López de Zúñiga tinha em seu poder Osma. Álvaro de Zúñiga envia o seu priógénito Pedro com cartas a Juan Ponce de León, conde de Arcos, onde pela primeira vez se atribuia a paternidade da infanta Joana a Beltrán de la Cueva. O Alcázar de Sevilha e toda a Andaluzia toma o partido dos nobres rebeldes. O terceiro filho do conde de Plasencia, Álvaro, é nomeado prior da Ordem de São João de Jerusalém (posteriormente Ordem de Malta) pelos serviços prestados ao rei Afonso XII. Entre Pedro de Zúñiga, Juan Ponce de León e Juan Alonso de Guzmán, Duque de Medina Sidonia, cresceu uma rivalidade. Em Sevilha deflagraram tumultos sangrentos entre cristãos "novos" e "velhos" que duraram de 24 de julho a 11 de agosto de 1465. Álvaro de Zúñiga e Pedro Girón, o mestre de Alcântara, dirigem-se à cidade com as suas tropas. No final de novembro, os Zúñiga conseguem  que o conde de Arcos, o duque de Medina Sidonia e o município sevilhano jurem solenemente fidelidade a Afonso XII. Diego López de Zúñiga é nomeado corregedor de Sevilha, mas a cidade conseguiu impor as suas condições e acabou por impedi-lo de tomar posse do cargo.

### A guerra civil de 1465-1474

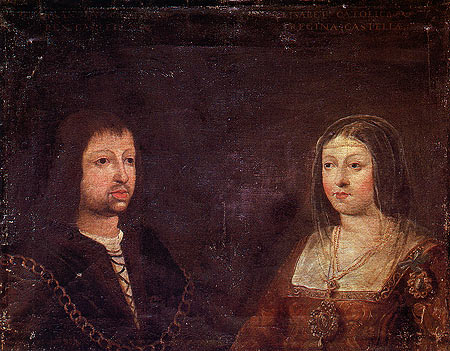
Os Reis Católicos, e

No inverno de 1465/66, a guerra civil degenerou numa completa anarquia. Em agosto de 1466 os nobres rebeldes moderados decidem reconstituir a antiga liga e aproximar o conde de Plasencia e o duque de Medina Sidonia, que nos últimos tempos se tinham distanciado. Por intermédio do arcebispo de Sevilha, Alfonso de Fonseca, foi marcado um encontro de reconciliação entre o rei Henrique IV e Álvaro de Zúñiga em Béjar, em maio de 1467. O encontro não chegou a ter lugar porque o povo de Madrid pensava tratar-se de uma cilada e, por recear pelo seu rei, amotinou-se e não o deixou sair da cidade.
Álvaro de Zúñiga decidiu aceitar o plano de paz do arcebispo de Sevilha no final de 1467 e oferece o seu palácio como asilo seguro para o rei. Henrique IV chega a Plasencia a 28 de dezembro de 1467, sendo bem recebido por Álvaro de Zúñiga, e goza do seu apoio e hospitalidade durante quatro meses, prometendo oferecer a vila de Trujillo ao conde. Em janeiro de 1468 o conde de Plasencia não consegue tomar posse de Trujillo devido à oposição dos seus habitantes. A reconciliação do conde com o rei provocou a divisão entre os nobres. A partir de abril de 1468 passaram a fazer parte do conselho do rei o conde de Plasencia, o arcebispo de Sevilha e Pedro González de Mendoza.
Entretanto a guerra civil em Castela continuou até 1474, devido às indecisões do rei a respeito da sua sucessão. O infante declarado rei pelos rebeldes, Afonso XII, morreu em 5 de junho de 1468. A 19 de setembro de 1468 é assinado o Tratado de Toros de Guisando, no qual Henrique IV declara a princesa Isabel, sua meia-irmã, como sua sucessora legítima, e se determina que casamento de Isabel carece de autorização prévia do rei e de conselho do marquês de Vilhena, do arcebispo de Sevilha e de Álvaro de Zúñiga. Os infantes Afonso e Isabel eram os filhos do segundo casamento do rei João II de Castela com a princesa Isabel de Portugal, prima do rei português Afonso V e da irmã deste e esposa de Henrique, Joana. Esta não reconhece a infanta Isabel como sucessora e protesta em Buitrago em 24 de outubro de 1468. A 30 de abril de 1469 o casamento da infanta Isabel é acordado entre Henrique IV e João II de Portugal. Em carta de 2 de maio de 1469 o rei português oferece a expansão das casas de Zúñiga, Fonseca, Pacheco, Velasco e Mendoza e em troca estas prometem a sua fidelidade e apoio político e militar.

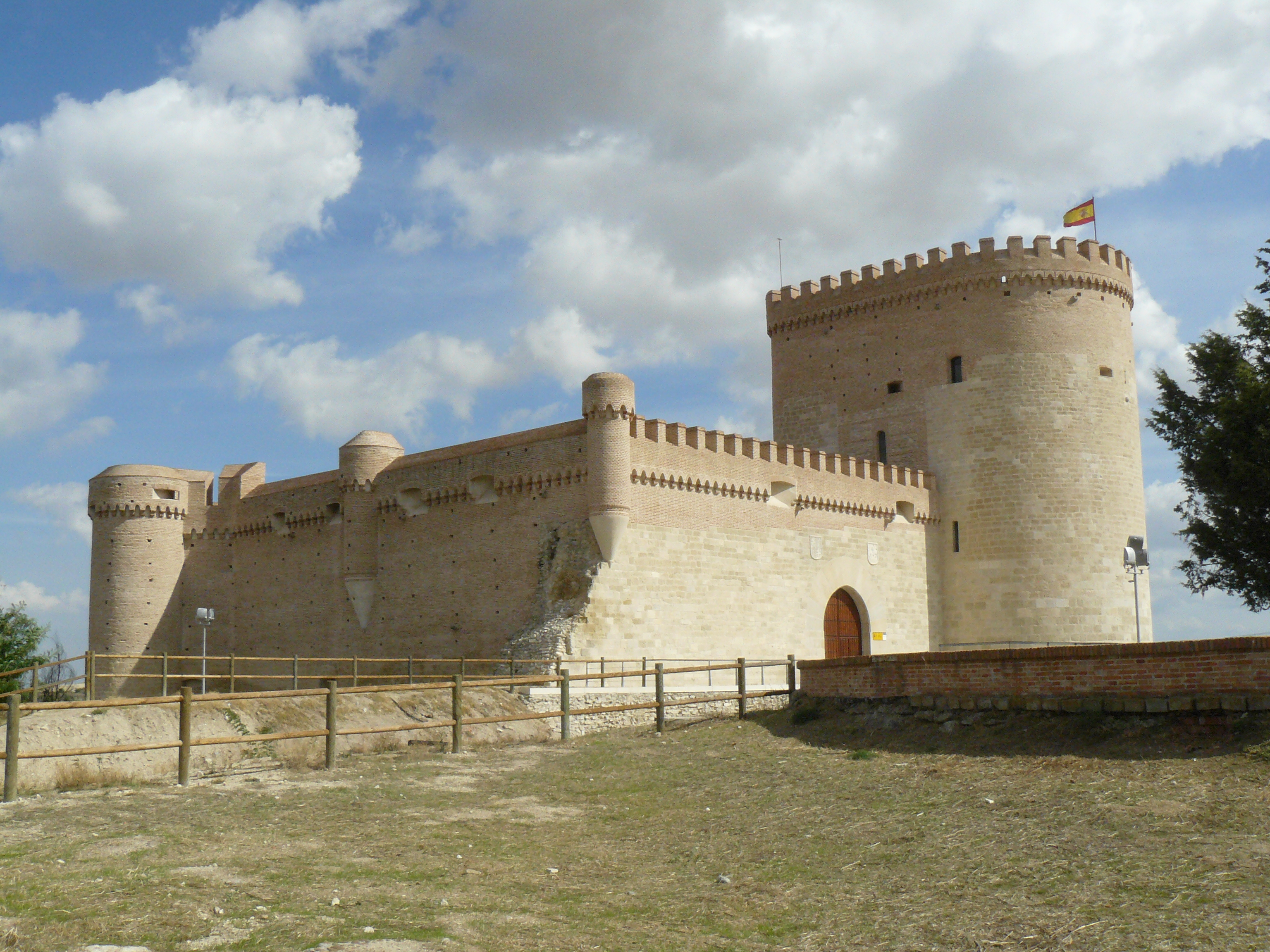
Castelo de Arévalo

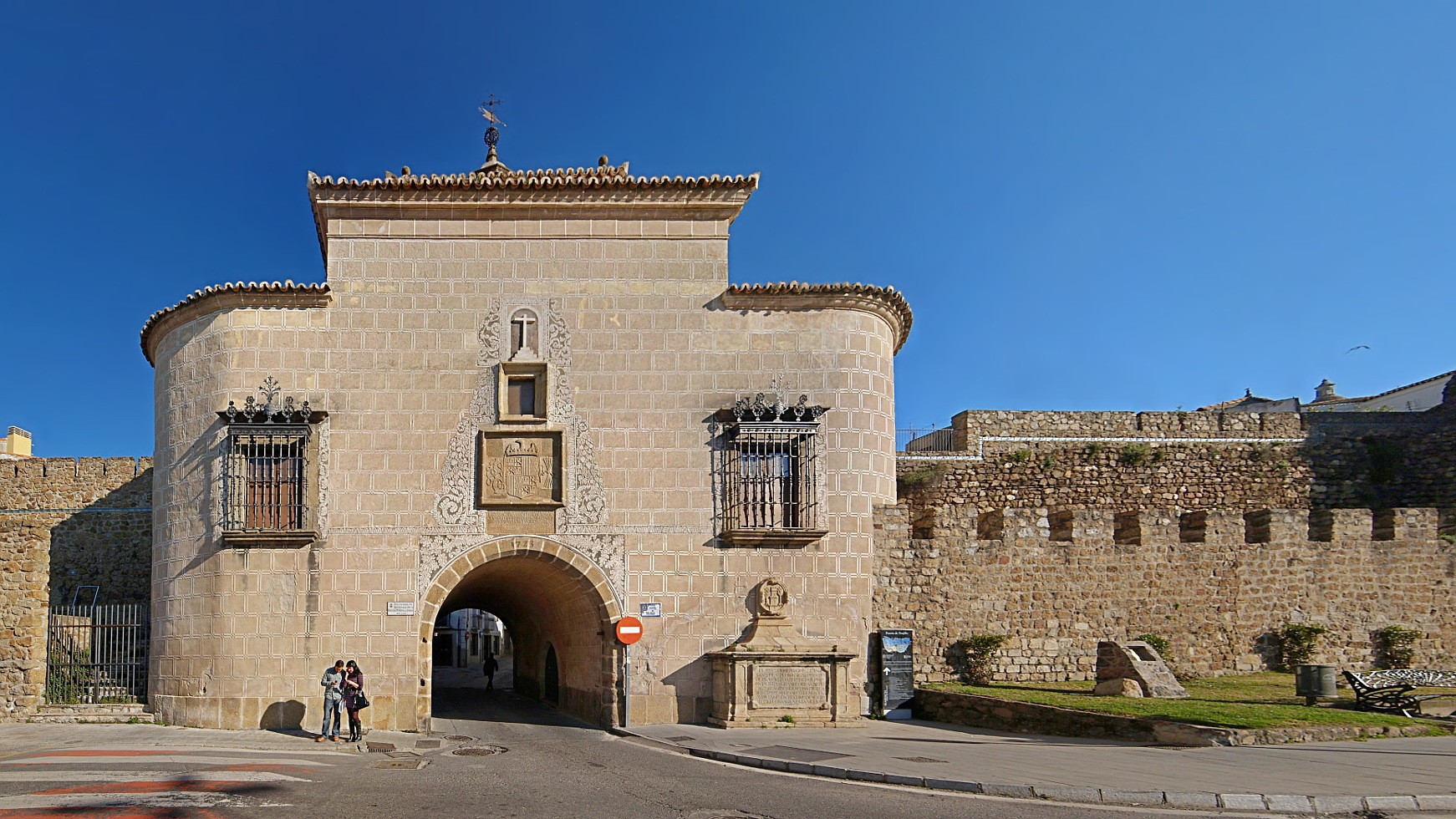
Porta de Trujillo, nas muralhas de Plasencia

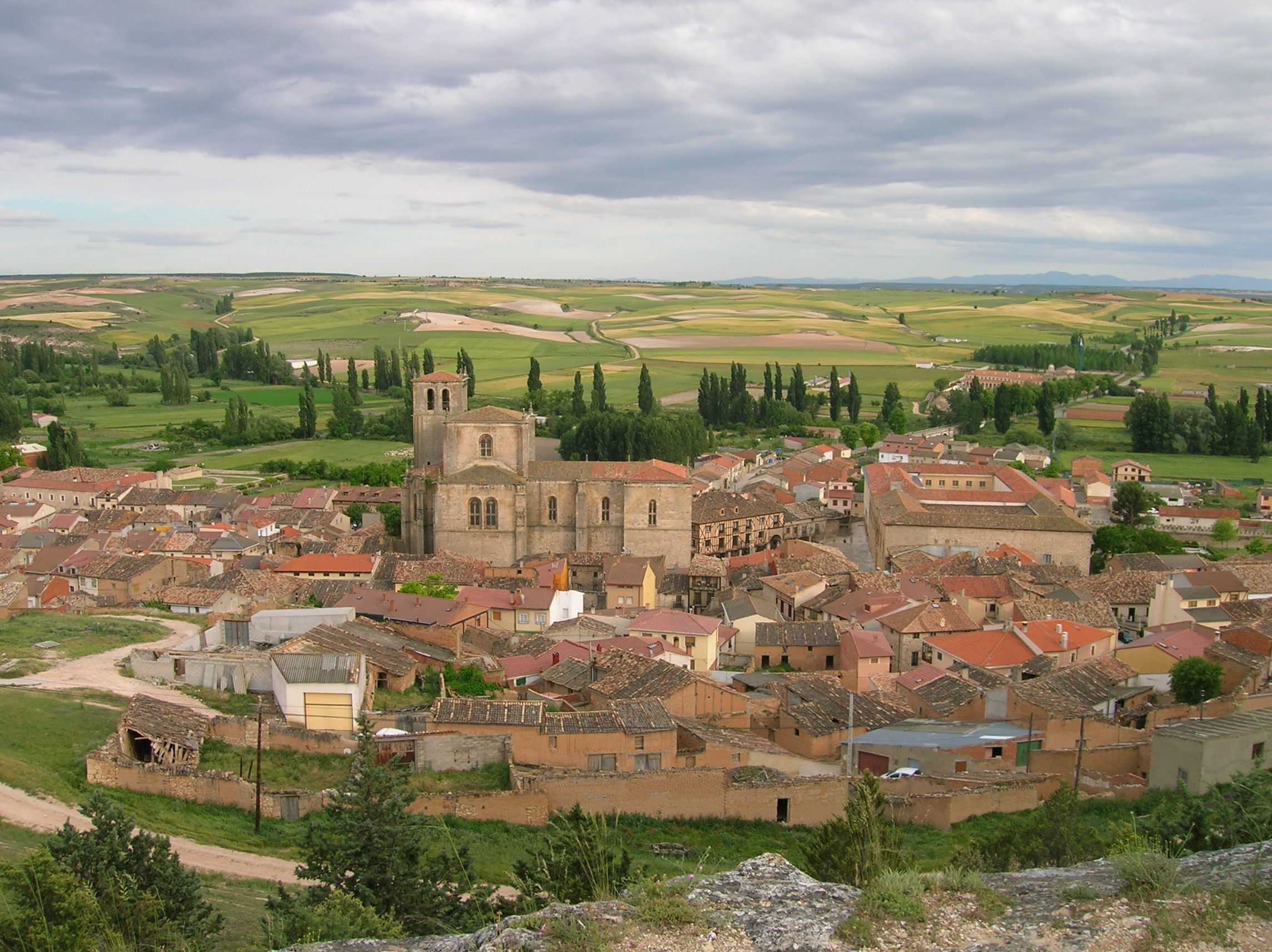
Peñaranda de Duero

A 19 de outubro de 1469 Isabel casa em Valhadolide sem consentimento real com o príncipe Fernando, rei da Sicília e sucessor do trono de Aragão, que se compromete a ajudar a sua esposa nos seus direitos de sucessão.
O rei Henrique IV assedia Trujillo, mas a cidade nega-se a ser incorporada no senhorio do conde de Plasencia. Em compensação, a 2 de novembro de 1469 o rei concede ao conde a vila e o vale de Arévalo, que pertenciam à mãe de Isabel. Álvaro de Zúñiga toma posse de Arévalo a 7 de novembro de 1469 e a 20 de dezembro do mesmo ano recebe o título de duque de Arévalo.
Henrique IV reabilita a sua filha Joana como sua legítima sucessora a 26 de julho de 1470 e a 26 de julho de 1470 a infanta Joana é prometida em casamento ao duque de Guiena, irmão do rei Luís XI de França, o qual se compromete a apoiar os direitos de sucessão de Joana. O duque de Guiena morre a 25 de maio de 1472.
No verão de 1470 Henrique IV confirma o título de duque de Arévalo  e atribui uma renda anual a Álvaro de Zúñiga como contrapartida por Trujillo não ter sido entregue. Nesse tempo dizia-se: «Sempre foi norma dos Trastâmaras fazer correr ouro antes da espada, corromper antes de ferir». O duque de Arévalo estendeu a sua influência na Estremadura, colocando familiares em lugares chave. Apoia o clavero da Ordem de Alcântara, Alonso de Monroy, na sublevação deste contra o mestre da ordem, Gómez de Solís e consegue que o papa emita uma bula do papa nomeando o seu filho João como mestre dessa ordem. Outro dos seus filhos, Álvaro, obtém o priorado da Ordem de São João de Jerusalém, mas como o marquês de Vilhena, mestre da Ordem de Santiago e valido de Henrique IV, tinha domínios que faziam fronteira com o priorado, Álvaro de Zúñiga comprometeu-se a não ajudar o seu filho, o que contribuiu para este tomar o partido da princesa Isabel.
Álvaro de Zúñiga participa no encontro, entre o rei de Castela e Leão, Henrique, e o Afonso V de Portugal, que teve lugar em maio de 1472 na ribeira do Caia, entre Badajoz e Elvas e que se destinava a acordar um tratado de paz que não se concretizou. No verão de 1472 a liga nobiliária, agora apoiante do rei Henrique, contava entre os seus membros com Juan Pacheco, marquês de Vilhena, e o duque de Arévalo. Juan Pacheco acorda com Álvaro de Zúñiga o reconhecimento do filho deste, Juan de Zúñiga y Pimentel, como mestre da Ordem de Alcântara, em troca da renúncia dos direitos do duque de Arévalo sobre o senhorio de Trujillo a favor do marquês de Vilhena.
O rei Henrique IV morre em Madrid a 11 de dezembro de 1474, deixando instruções aos seus testamentários (o primaz de Espanha, Pedro González de Mendoza, o marquês de Vilhena, Diego López Pacheco, o  , Diego Hurtado de Mendoza, o condestável de Castela, Pedro Fernández de Velasco, Álvaro de Zúñiga y Guzmán e o conde de Benavente) «que a princesa Joana, sua filha, fizesse o que eles acordassem que devia fazer». Só dois dos testamentários, Álvaro de Zúñiga e Diego López Pacheco, reconheceram Joana como sucessora — o primeiro pela palavra dada e por temer represálias sobre a vila de Arévalo, que tinha pertencido à mãe da princesa Isabel; o segundo porque temia que os infantes de Aragão reclamassem os feudos que deles tinha. Ambos defendiam um sistema onde os nobres predominassem.
A Casa de Zúñiga tinha possessões fortemente armadas em Béjar, Plasencia, Peñaranda de Duero, Arévalo e Burgos e era omnipotente nesta zona. Um dos filhos do duque de Arévalo, Álvaro de Zúñiga y Manrique de Lara, prior da Ordem de São João de Jerusalém, esteve ao serviço dos Reis Católicos porque culpava a sua madrasta, Leonor de Pimentel y Zúñiga, da atitude rebelde do seu pai, e pelo pleito a favor da atribuição do título de mestre de Alcântara ao seu filho Juan de Zúñiga y Pimentel (meio-irmão de Álvaro). A 20 de fevereiro de 1472, o Papa Sisto IV outorga o grau de mestre de Alcântara a Juan de Zúñiga y Pimentel, então com 13 anos. A cerimónia de investidura realizou-se a 23 de janeiro de 1475 na Igreja de Santa Maria de Almocóvar, em Alcântara, jurando como mestre Juan e o seu pai Álvaro, duque de Arévalo, como administrador e governador-geral da Ordem de Alcântara. Enquanto Juan foi menor, o seu pai, duque de Arévalo, substitui-o à frente da Ordem de Alcântara.

### A guerra da sucessão

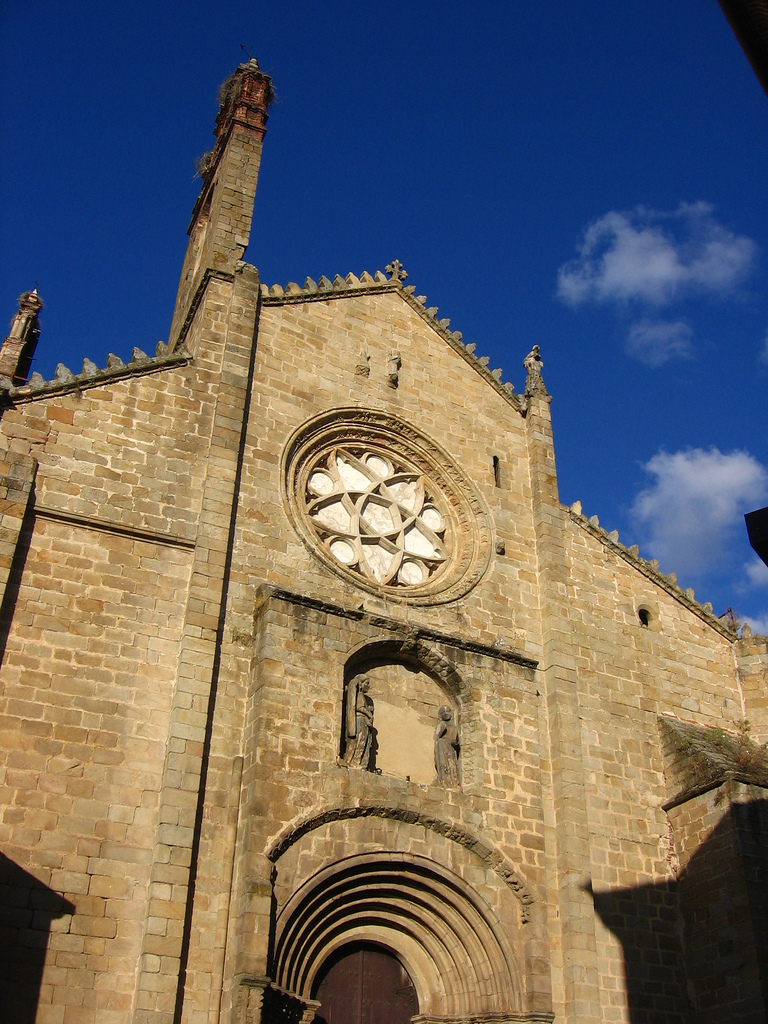
Catedral Velha de Plasencia

A princesa Isabel, filha do rei João II de Castela e Leão e da sua segunda esposa, Isabel, princesa de Portugal, foi aclamada rainha de Castela e Leão em Segóvia a 13 de dezembro de 1474. O duque de Arévalo e o marquês de Vilhena levam a princesa Joana de Madrid para Trujillo, onde é proclamada em março de 1475 como legítima sucessora de Henrique IV. O rei português Afonso V decide casar com Joana, então com 13 anos de idade e reclama para si a coroa de de Castela. Os Reis Católicos celebravam um grande torneio em Valhadolide com a presença da alta nobreza quando, a 3 de abril de 1475, receberam uma mensagem do rei de Portugal que na prática era uma declaração de guerra.
Afonso V entra com o seu exército em Castela no início de maio de 1475 e é recebido em Plasencia, entre outros, pelo duque de Arévalo e conde de Plasencia, Álvaro de Zúñiga, o seu irmão Diego López de Zúñiga, Conde de Miranda, Juan Téllez Girón, conde de Ureña, e Pedro Portocarrero, filho do marquês de Vilhena. Afonso e Joana são proclamados reis de Castela e Leão em Plasencia a 25 de maio de 1475 e casam-se na mesma cidade a 30 de maio do mesmo ano. Em cédula  real de 24 de maio, Isabel ordena que Álvaro de Zúñiga, Juan Pacheco, Rodrigo Girón e Juan Téllez Girón não sejam obedecidos nem tidos como senhores das suas vilas por terem incorrido em crime de lesa-majestade. A 10 de junho de 1475 Isabel ordena o sequestro dos bens do duque de Arévalo por este ter tomado o partido do rei de Portugal.

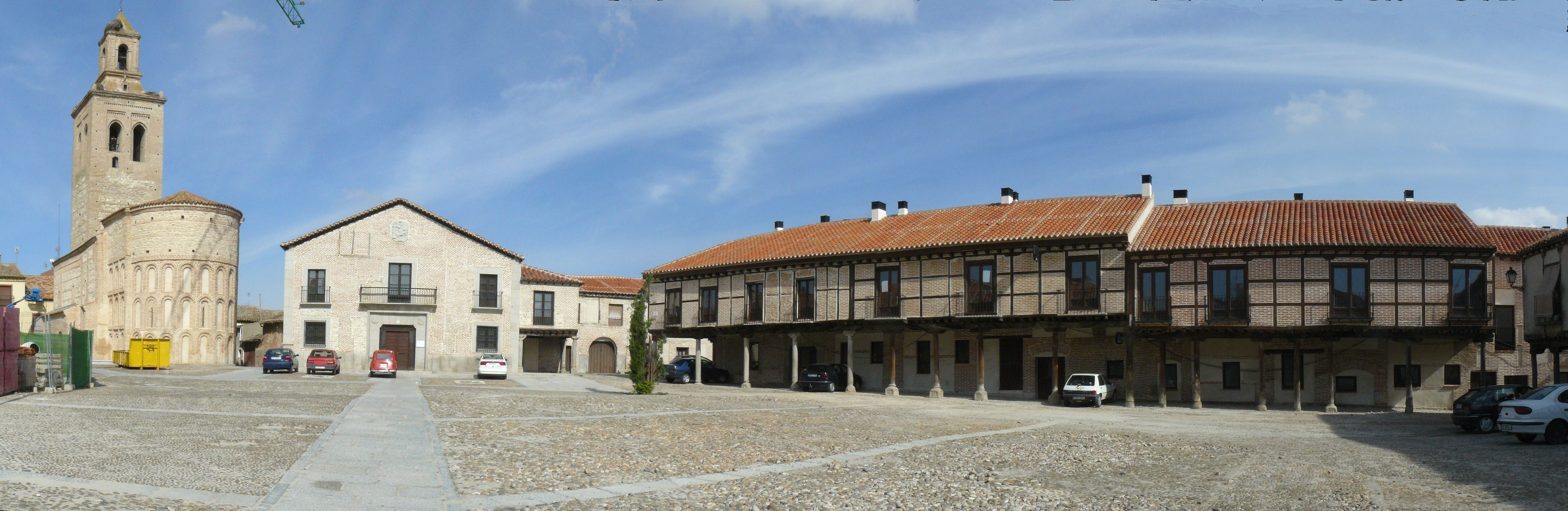
Arévalo

O rei Afonso V e o seu exército tomam Arévalo, onde o rei português perde tempo analisando os planos de guerra. Decide-se a ir para Toro e não para Burgos, como lhe pede o duque de Arévalo, para reforçar o seu primo Iñigo de Zúñiga y Avellaneda, alcaide do castelo-fortaleza de Burgos, pertencente à Casa de Zúñiga. Álvaro de Zúñiga, duque de Arévalo, vence a batalha de Batanás com a ajuda de Afonso V a 18 de setembro de 1475. Depois desta batalha, o exército português regressa a Arévalo. Em outubro de 1475 o rei português e o seu exército retiram-se para Zamora, onde instalam o quartel-general de inverno, ignorando os apuros dos Zúñiga em Burgos. O castelo de Burgos resiste durante quatro meses ao assédio comandado por Alfonso de Aragón, mas o alcaide Iñigo de Zúñiga y Avellaneda acaba por render-se a 28 de janeiro de 1476, entregando o castelo à rainha Isabel, a Católica.
Pedro de Zúñiga y Manrique de Lara, primogénito do duque de Arévalo, procurou reconciliar-se com os Reis de Castela em dezembro de 1475. A rainha Isabel não exerceu represálias sobre Iñigo de Zúñiga, mas jurou que nunca mais devolveria o castelo de Burgos à Casa de Zúñiga, reintegrando-o na coroa de Castela. A Casa de Zúñiga, descontente com a pouca ajuda prestada pelo rei de Portugal, que deixou cair o castelo de Burgos sem arriscar uma marcha de curta distância, decide suspender a luta e mantém-se em estrita neutralidade a partir de janeiro de 1476. A 10 de janeiro Isabel I dá ordem a Álvaro de Zúñiga y Manrique de Lara, filho do duque de Arévalo e prior de la Ordem de São João de Jerusalém, para que combata o rei de Portugal.

### Neutralidade do duque de Arévalo e pacto com a rainha Isabel
A 1 de março de 1476, os exércitos dos Reis Católicos alcançam uma grande vitória contra os exércitos do rei Afonso V de Portugal na batalha de Toro. O rei português retira-se e abandona a guerra civil. Depois desta batalha, toda a Casa de Zúñiga, para a qual a guerra civil tinha sido uma tremenda luta familiar, reconhece os Reis Católicos. Entre março e abril de 1476, Álvaro de Zúñiga y Guzmán, como parente mais velho da Casa de Zúñiga, negoceia com a rainha Isabel um pacto. A rainha tinha presente que os Zúñiga lhe tinham prestado serviços que compensavam a rebelião inicial e não podiam ser esquecidos. Os acordos com os Reis Católicos foram assinados a 10 de abril e confirmados pelos reis a 13 de abril.AER Archivo AGS Signatura PTR,LEG,11,DOC.13</ref> Os principais pontos desse acordo eram:

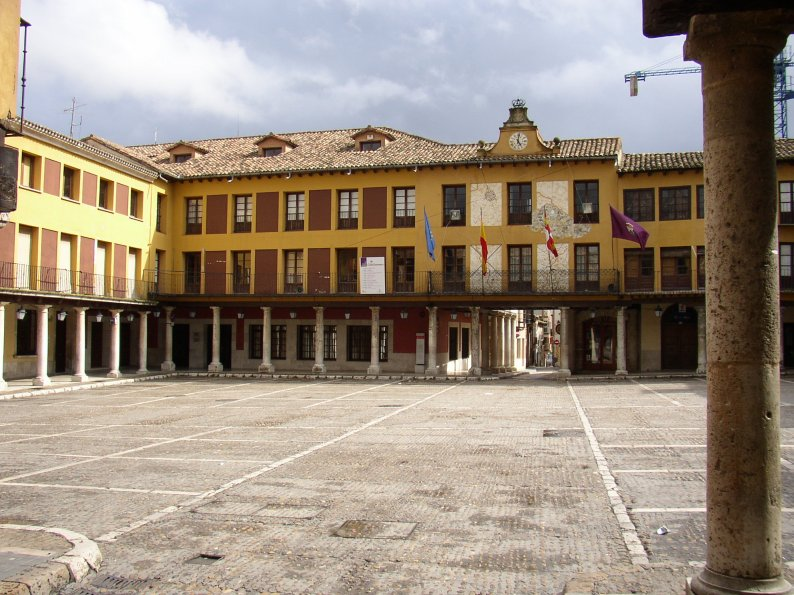
Tordesilhas

- A Casa de Zúñiga devia erguer pendões pelos Reis Católicos em todos os seus domínios e daí em diante guardar firme e leal fidelidade.
- O senhorio de Arévalo, antes pertencente à mãe de Isabel, seria entregue a Isabel.
- Iñigo de Zúñiga y Avellaneda, alcaide da fortaleza de Burgos, recebia uma indemnização pela alcaidaria e posse do castelo além de uma renda anual ou senhorio, revertendo o castelo à Coroa de Castela.
- Juan de Zúñiga y Pimentel, filho dos duques de Arévalo, que já detinha uma nomeação pontífica, era reconhecido e confirmado como mestre da Ordem de Alcântara.[14]
- Fernando de Zúñiga y Pimentel, outro dos filhos de Álvaro de Zúñiga, recebe benefícios eclesiásticos.
- O duque de Arévalo recebia de volta todos os seus cargos, ofícios e rendas.
- Os Zúñiga reconciliavam-se com as casas nobres com as quais tinham estado em conflito (Velasco, Álvarez de Toledo, Mendoza, etc.).

O duque de Arévalo castelhaniza o seu nome de família para Zúñiga, substituindo as formas anteriores  Stunica, Stúñiga e Estúñiga.
O rei Afonso V de Portugal e o seu exército abandonam Toro em maio de de 1476. A rainha Isabel permaneceu em Tordesilhas com o seu exército vigiando a região. Pedro de Zúñiga y Manrique de Lara combate com os fiéis a Isabel na fronteira com Portugal e toma o comando da defesa dessa fronteira na primavera de 1476. No final de 1476 são travadas lutas terríveis em Trujillo pelo título de mestre da Ordem de Alcântara, disputado por Juan de Zúñiga y Pimentel e Alonso de Monroy. O duque de Arévalo ajuda o seu filho e encarrega-se de tomar Trujillo. Alonso de Monroy procura a ajuda do rei de Portugal e rebela-se em 1478.
Os Reis Católicos declaram inalienável o morgadio da Casa de Zúñiga em 1477. Esta declaração oferecia uma garantia ao primogénito da Casa de Zúñiga.  Em 1 de janeiro de 1480, os reis Católicos concedem a Álvaro de Zúñiga y Guzmán os títulos de duque de Plasencia e conde de Bañares, os quais seriam ratificados a 16 de fevereiro de 1506. Tal como previsto no pacto com os reis Católicos, Álvaro de Zúñiga, renuncia à possessão de Arévalo a 25 de julho de 1480. A 31 de dezembro de 1480 é nomeado pelos Reis Católicos justicia mayor de Castela. Em 1480 decorrem mais negociações entre Zúñiga e os reis, onde estes acordam o cumprimento do pacto de 1476 e concedem mais privilégios, como sejam a restituição de terras em Sevilha e da fortaleza de Rodezno. Todos os privilégios de Álvaro de Zúñiga, duque de Plasencia, são confirmados em carta real de 6 de fevereiro de 1481.

### Últimos anos

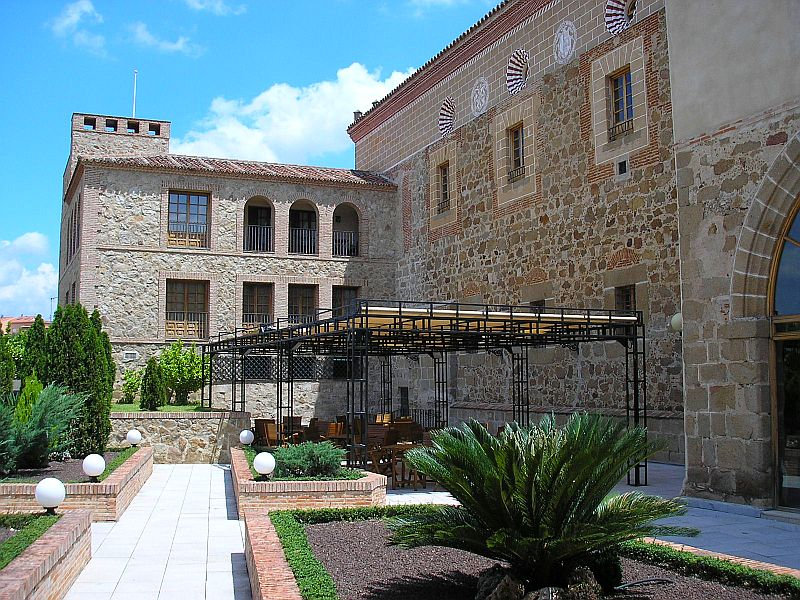
Convento de São Vicente Ferrer em Plasencia, mandado construído por Álvaro de Zúñiga e a sua mulher Leonor Pimentel y Zúñiga

A rainha Isabel, a Católica outorga em 1458 o título de duque de Béjar a Álvaro de Zúñiga. O senhorio de Béjar tinha sido concedido ao avô de Álvaro, Diego López de Estúñiga, pelo rei Henrique III de Castela em 1396.
Os duques de Plasencia e Béjar fizeram uma promessa de erigir uma igreja e convento dominicano em Plasencia em honra de São Vicente Ferrer, o santo que supostamente salvou a vida do seu filho Juan, que viria a ser o mestre de Alcântara, arcebispo de Sevilha e primaz de Espanha. A construção da igreja e do convento foi iniciada em 1477 e a 13 de abril de 1487 o conjunto foi benzido por Frei Pedro de Villalobos, visitador geral da diocese de Plasencia. Os duques, personagens cultos do Renascimento, fundaram também o primeiro colégio da Estremadura para remediar a fama de ignorância dos homens da região, mais destros em armas do que em letras. Os alcaides da fortaleza de Plasencia renderam homenagem formal ao duque em 1486 e 1488.
Álvaro de Zúñiga y Guzmán morreu em Béjar em 10 de junho de 1488. No seu testamento de 21 de julho de 1486, ante os escrivães públicos de Béjar ( Juan González de la Puente), Ciudad Real (Diego López) e de Plasencia, deixa seu sucessor o seu neto Álvaro II de Zúñiga y Guzmán, filho do seu falecido primogénito Pedro de Zúñiga y Manrique de Lara. Os Reis Católicos confirmam por cédula real de 10 de junho de 1488 autorizar o duque de Plasencia e Béjar a declarar o seu neto Álvaro como sucessor da sua casa, títulos e estados. Álvaro II ordenou o enterramento do seu avô na capela-mor ao lado do Evangelho da igreja de São Vicente Ferrer em Plasencia.

## Títulos
Em 1449 foi nomeado por Henrique IV justicia mayor (juiz-mor) e alguacil mayor (bailio-mor) de Castela, títulos que foram repostos por Isabel, a Católica em 1480. Foi declarado primeiro cavaleiro do reino por Henrique IV a 3 de maio de 1464 e alcaide da fortaleza de Burgos, administrador do grão-mestre da Ordem de Alcântara, 2&nbps;conde de Plasencia e 1&nbps;duque de Arévalo em 1469. Estes títulos seriam retirados pelos Reis Católicos, os mesmos que depois lhe concederiam os títulos de 1&nbps;duque de Plasencia (1476), 1&nbps;conde de Bañares (1485) e 1.º duque de Béjar (1485).
Outros títulos de Álvaro de Zúñiga: rico-homem de Castela, senhor de Zúñiga, Béjar, Bañares, Mendavia e, por herança de sua mãe Isabel de Guzmán y Ayala, marquês e senhor de Gibraleón.